# Ildefonsia bibracteata
Ildefonsia bibracteata är en grobladsväxtart som beskrevs av Gardn.. Ildefonsia bibracteata ingår i släktet Ildefonsia och familjen grobladsväxter. Inga underarter finns listade i Catalogue of Life.